# 2024 en journalisme
| Années du journalisme : 2021 - 2022 - 2023 - 2024 - 2025 - 2026 - 2027    |
| Décennies du journalisme : 1990 - 2000 - 2010 - 2020 - 2030 - 2040 - 2050 |

Cet article présente les faits marquants de l'année 2024 en journalisme.

## Évènements
- 15 mars : Le groupe de transport maritime CMA CGM, propriété du milliardaire Rodolphe Saadé, annonce un accord de rachat d'Altice Media, maison mère de BFMTV et RMC pour 1,55 milliard d'euros[1].
- Mars : Grève de la rédaction de La Provence, à la suite de l'éviction du directeur de la rédaction Aurélien Viers, après le bandeau « Il est parti, et nous, on est toujours là » de la une à propos de la visite d'Emmanuel Macron à Marseille et son opération Place nette XXL[2].
- 15 novembre : rachat de l'école supérieure de journalisme de Paris par un consortium de propriétaires de médias français[3].
- Selon Reporters sans frontières (RSF) 54 journalistes dans le monde ont été tués en 2024 dont 18 par l’armée israélienne. Et selon la Fédération internationale des journalistes, le décompte est de 104 journalistes tués dans le monde en 2024 dont plus de la moitié à Gaza. RSF ajoute que pour 2024, 550 journalistes sont toujours emprisonnés, et 55 journalistes sont encore retenus en otage[4].

## Décès

### Janvier
- 5 janvier : Joseph Lelyveld (journaliste américain)
- 6 janvier : Anaconda (journaliste ivoirien)
- 9 janvier : 
  - Edward Jay Epstein (journaliste américain)
  - Jean-Paul Piérot (journaliste français)
- 13 janvier : 
  - Bernard Descôteaux (journaliste canadien)
  - Tom Shales (critique de télévision et journaliste américain)
- 15 janvier : Jérôme Carlos (écrivain, historien et journaliste béninois)
- 16 janvier : José Agustín (écrivain, journaliste et réalisateur mexicain)
- 17 janvier : 
  - Jean-Michel Barrault (journaliste, écrivain et éditorialiste français)
  - Annik Mahaim (écrivaine, journaliste, féministe et historienne suisse)
- 20 janvier : Alain De Kuyssche (journaliste, rédacteur en chef, romancier et scénariste de bande dessinée belge)
- 23 janvier : David Kahn (historien, mathématicien et journaliste américain)

### Février
- 2 février : Marian Pilot, Écrivain, journaliste et scénariste polonais.
- 4 février : Shen Rong, Écrivaine, journaliste et nouvelliste chinoise.
- 6 février : Jacques Duval, Pilote automobile puis journaliste et écrivain canadien.
- 11 février : Fabienne Chauvière, Journaliste et productrice de radio et de télévision française.
- 12 février : Jean-François Pernin, Journaliste et homme politique français.
- 13 février : Mahjoub Mohamed Salih, Journaliste soudanais.
- 14 février : Annick Balley, Journaliste et directrice de télévision béninoise.
- 16 février : 
  - Dmitry Markov, Travailleur social, photographe documentaire et journaliste russe.
  - Henri Servien, Journaliste et essayiste français.
- 23 février : Nicole Zand, Journaliste et critique littéraire française.

### Mars
- 11 mars : Madeleine Chapsal, Écrivaine et journaliste française.
- 15 mars : 
  - Tomasz Łubieński, Journaliste et écrivain polonais.
  - Marcel Thomazeau, Résistant français et dirigeant de journaux régionaux.
- 16 mars : Jean-Marie Borzeix, Journaliste et responsable d'établissements culturels français.
- 19 mars : Réda Dalil, Journaliste et écrivain marocain.
- Vassili Outkine, Journaliste sportif russe.
- 20 mars : 
  - Laetitia Krupa, Journaliste politique française.
  - Benoît Rayski, Journaliste et essayiste français.
- 27 mars : Louis Kilzer, Journaliste et essayiste américain.

### Avril
- 2 avril : Maryse Condé, Journaliste, professeure de littérature et écrivaine française.
- 3 avril : Zoheïr Aberkane, Journaliste-militant algérien.
- 18 avril : Hong Se-hwa, Journaliste et opposant politique sud-coréen.
- 21 avril : Terry Anderson, Journaliste américain.
- 26 avril : Serge Cabana, Journaliste et écrivain québécois.
- date indéterminée : Russell Bentley, Militaire, journaliste, Youtubeur, correspondant de guerre, mercenaire américain puis russe et ensuite ukrainien.

### Décembre
- 1er décembre : Jacques Barsamian, chanteur, écrivain et journaliste musical français spécialisée dans le rock.
- 2 décembre : Giovanni Sabbatucci, historien et journaliste italien.